# Гринбаум, Натан Соломонович
Ната́н Соломо́нович Гринба́ум (3 июня 1916, Томашув-Мазовецкий, оккупированная немецкими и австро-венгерскими войсками Польша — 16 января 2011, Санкт-Петербург, Россия) — молдавский советский и российский филолог-классик, специалист по древнегреческо-латинской классической филологии. Воспитанник Варшавского и Ленинградского университетов, доктор филологических наук, профессор, заслуженный деятель науки Молдавской ССР (1973), в 1960—1976 годах — заведующий кафедрами романской филологии Кишинёвского педагогического института и классической филологии Кишинёвского государственного университета.

## Биография

### Ранние годы
После окончания в Ченстохове мужской гимназии имени Генрика Сенкевича Н. С. Гринбаум избрал в качестве специальности классическую филологию и поступил в 1934 году в Варшавский университет, где среди его наставников были такие крупные учёные, как эллинист Александр Турын и знаток латинского языка и римской литературы Казимеж Куманецкий.
Окончив (после представления дипломной работы на латинском языке) в 1938 году со степенью магистра Варшавский университет и в 1939 году — годичный «Педагогикум» там же, Н. С. Гринбаум готовился к продолжению своих научных занятий. Последовавший раздел Польши и начало Второй мировой войны вынудили его в 1939 году покинуть Польшу. В конце 1939 года он добрался до Львова. Отсюда в начале 1940 года вместе со своей будущей женой — Яниной Лейбовной Неймарк — был направлен в Павлово-на-Оке Горьковской области. Натан Соломонович работал учителем французского и немецкого языков в школе № 3, а в 1944—1945 годах — директором мужской школы № 2, а Янина Лейбовна — лаборанткой и медсестрой в эвакогоспитале.
Вернуться к научной работе Н. С. Гринбауму удалось только после окончания войны, поступив в октябре 1945 года в аспирантуру по кафедре классической филологии Ленинградского университета; здесь его учителем был академик И. И. Толстой. Аспирантские занятия Н. С. Гринбаум совмещал с преподаванием студентам древнегреческого и латинского языков, параллельно работая латинистом в Пединституте им. Покровского.
В эти годы определился основной круг интересов молодого специалиста — язык древнегреческой лирики. Защищенная им в июне 1948 года кандидатская диссертация «Язык Алкея» явилась первой серьёзной работой в избранной области.

### Преподавательская и научная работа в Молдавии
После окончания аспирантуры и получения направления в 1948 году на работу в Кишинёв в жизни Н. С. Гринбаума и Я. Л. Неймарк начинается новый период. 30 лет он проработал в Кишинёве: Кишинёвском государственном педагогическом институте им. Иона Крянгэ (1948—1960) и в Кишинёвском государственном университете (1960—1978).
В пединституте он стал деканом факультета иностранных языков и заведовал кафедрой французского языка, в университете — кафедрой романской филологии (1960—1965) и с 1965 по 1978 год — кафедрой классической филологии. Одновременно он с большим увлечением изучает проблему древнегреческого литературного языка, исследует язык Пиндара в сопоставлении с гомеровским языком и различными греческими диалектами, а также совершенно новый для того времени материал — только что дешифрованные микенские надписи.
В советских и зарубежных изданиях появляются его статьи и доклады по вопросам микенологии и диалектной базы хоровой лирики, в которых исследуются и сопоставляются с языком Пиндара крито-микенские тексты, надписи Фессалии, Аттики, Крита. К концу 60-х годов эта огромная работа завершается монографией «Язык Пиндара», представленной на соискание учёной степени доктора филологических наук и защищённой в июне 1969 года в Московском университете (опубликована частично в 1973 году).
Гринбаумом написано множество статей о греческой литературе и латинском языке, а также об отдельных древнегреческих и римских авторах для «Молдавской советской энциклопедии». Под научной редакцией Н. С. Гринбаума (совместно с Н. Русу) и с его предисловием издан первый молдавский перевод «Одиссеи» (1979). При активном участии Н. С. Гринбаума и под его редакцией увидел свет первый учебник по латинскому языку для вузов Молдавии (1966; второе издание — 1972). В 1973 году Президиум Верховного Совета Молдавской ССР присваивает Н. С. Гринбауму почетное звание «Заслуженный деятель науки Молдавской ССР».
Последующие годы отмечены новым подъёмом научной деятельности Натана Соломоновича. Он исследует эпиграфические памятники и новые греческие надписи; ставит вопрос о языке хоровой лирики как историческом источнике; публикует работы о языке других древнегреческих поэтов — представителей этого жанра — Алкмана, Стесихора, Симонида, Вакхилида.
Научная заслуга Н. С. Гринбаума состоит прежде всего в принципиально новом подходе к характеру языка хоровой лирики. В своих исследованиях он пришёл к выводу, что язык хоровой лирики древнее языка эпической поэзии, восходит к более ранним источникам и имеет свою многовековую традицию. В основе языка хоровой лирики лежит не дорийский диалект и не язык Гомера, а протоионийско—эолийская койне, особый поэтический наддиалект, специально призванный обслуживать жанр хоровой лирики, подобно тому как язык Гомера явился результатом приспособления другого древнейшего наддиалекта для нужд эпической поэзии.

### В Ленинграде/Санкт-Петербурге
В середине 70-х годов внимание Натана Соломоновича привлекает проблема возникновения и функционирования древнегреческого литературного языка в целом. В 1977—1980 годах им были рассмотрены как методологические вопросы изучения древнегреческого литературного языка, так и последовательно все его важнейшие этапы. Итогом многолетних исканий стала монография «Ранние формы литературного языка (древнегреческий). От микенского и послемикенского периода до позднеэллинистического времени», увидевшая свет в 1984 году. Исследования Н. С. Гринбаума по вопросам языка хоровой лирики и более общим проблемам древнегреческого литературного языка получили признание научной общественности в нашей стране и за рубежом.
Будучи в преклонном возрасте, Н. С. Гринбаум продолжал работу над статьями, принимал участие в научных конференциях и совещаниях по античной литературе в Санкт-Петербурге. Сборник новых статей профессора Н. С. Гринбаума, посвящённый изучению языка крупнейшего древнегреческого поэта Пиндара, вышел в свет в 2007 году. Общая же библиография Н. С. Гринбаума насчитывает более 200 названий.
О жизненном и научном пути Н. С. Гринбаума можно узнать из вступительной статьи академика Николая Николаевича Казанского в кн.: Гринбаум Н. С. Микенологические этюды (1959—1997). — СПб.: Алетейя, 2001.

## Семья
- Жена — Янина Лейбовна Неймарк (1920, Лодзь — ?)[6].
  - Сыновья — кандидат технических наук Иосиф Гринбаум и доктор филологических наук Олег Гринбаум. Внук — философ Алексей Гринбаум.

## Труды
- Язык древнегреческой хоровой лирики (Пиндар). — Кишинёв: Штиинца, 1973.
- Язык и стиль древнегреческих писателей (VI—V вв. до н. э.). Совместно с С. Д. Мисько. — Кишинёв: Штиинца, 1973.
- Ранние формы литературного языка (древнегреческий). — Л.: Наука, 1984.
- Художественный мир античной поэзии. Творческий поиск Пиндара: к 2500-летию со дня рождения поэта. — Л.: Наука, 1990.
- Микенологические этюды (1959—1997). — СПб.: Алетейя, 2001.
- Пиндар. Проблема языка. — СПб.: Нестор—История, 2007.
- Лексика древнегреческой ранней лирики. Глагольная лексика. — СПб.: Издательство С.-Петербургского Университета, 2008.
- Лексика древнегреческой ранней лирики. Именная лексика. — СПб.: Издательство С.-Петербургского Университета, 2008.
- Взгляд в античность. VARIA. — СПб.: Нестор—История, 2010.
- Nathan S. Grinbaum. Le lexique de la poésie lyrique comme source historique Quaderni Urbinati di Cultura Classica Nuova Serie 59, N. 2 — 1998 (vol. 88 della serie continua). — Pisa—Roma: Istituti Editoriali e Poligrafici Internationali, 1973.

## Фотогалерея
Институт лингвистических исследований РАН. «Индоевропейское языкознание и классическая филология» (ежегодные конференции, посвящённые памяти проф. И. М. Тронского). XI конференция (18—20 июня 2007 года)
- Научное сообщение
- Н.С. Гринбаум (слева) и Н. Н. Казанский (справа)